# Exposition internationale de Bruxelles de 1897
Ne doit pas être confondu avec Exposition universelle de Bruxelles de 1910, Exposition universelle de 1935 ou Exposition universelle de 1958.
L'Exposition internationale de Bruxelles de 1897 est une exposition universelle qui s'est tenue à Bruxelles, en Belgique, du 10 mai au 8 novembre 1897.

## Contexte
Dans les années 1890, la Belgique connut deux expositions universelles, une en 1894 à Anvers et l’autre en 1897 à Bruxelles.

### But
Le but ici était avant tout de promouvoir les produits nationaux sans autant exclure les autres nations, et de favoriser l’opinion du peuple à propos de la colonisation. Cette exposition internationale est la dernière du XIXe siècle.
Il y eut une volonté de l’échevin de Bruxelles de l’époque d’organiser une première exposition en Belgique à Bruxelles mais sa proposition se verra refusée par le gouvernement en 1892. Les Anversois eux, favorables à une exposition dans leur ville en organiseront une en 1894. Les Bruxellois décideront à partir de ce moment d'en préparer une également car une forte concurrence régnait à cette époque entre les deux villes.
Une campagne d'affichage, dont l'affiche de Privat-Livemont ci-contre, met en avant le programme proposé aux visiteurs : l'accent est mis sur les arts au service de tous les aspects de la société (décoration, économie, hygiène, industrie) ; les nouvelles techniques civiles et militaires (chauffage, électricité, motorisation, ventilation) ; les nouveaux biens de consommation (objets manufacturés pour la maison, le sport, etc.) ; les jeux et loisirs ; l'agriculture, le commerce et l'industrie en rapport avec les femmes ; le monde colonial ; les fêtes, attractions et concerts dans le cadre de l'exposition ; et enfin la kermesse de Bruxelles.

### Organisation
L'exposition a organisé deux reconstitutions urbaines : Bruxelles-Kermesse et Quartier Nigérien.
Le financement ne sera pas réglé par l’État mais par une entreprise privée, la société « Bruxelles-Exposition » qui passera quelques accords avec l’État et invitera 27 pays à y participer, du fait que cette exposition était universelle.

### Les sites
L'exposition s'est déroulée sur deux sites différents comprenant 14 sections la plus célèbre est celle de la colonisation du Congo et plus précisément sur l’art africain, promue par le Roi Léopold II. 
Le premier était situé au Parc du Cinquantenaire à Bruxelles et inclut le Salon des beaux-arts, et l'aménagement des nouveaux bâtiments, dont le Palais Mondial, est supervisé par Gédéon Bordiau.
Le deuxième, au Parc de Tervueren, consistait en une section coloniale consacrée à l'État indépendant du Congo, propriété personnelle de roi Léopold II. 
Les deux sites étaient reliés par une nouvelle ligne de tramway et par l'avenue de Tervueren, également tracée à cet effet.

### Participation
Vingt-deux pays ont participé à l'exposition qui a été visitée par 7,8 millions de personnes.

#### Liste des participants
Europe
Allemagne, Autriche, Bosnie-Herzégovine, Bulgarie, Danemark, Espagne, France (dont l'Algérie et la Tunisie), Grande-Bretagne, Grèce, Hongrie, Italie, Luxembourg, Norvège, Pays-Bas, Portugal, Roumanie, Russie, Suède, Suisse.
Afrique
État indépendant du Congo, Libéria
Amérique latine et du Nord
Chili, Paraguay, République dominicaine, États-Unis.
Asie
Perse, Turquie

### Section coloniale

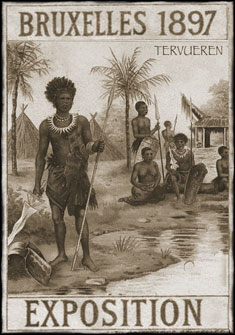
Affiche de l'exposition coloniale de Tervuren

Dans ce musée colonial on présentait une collection d’échantillons et de spécimens dont la fonction initiale était commerciale et économique. L’exposition de produits coloniaux avait pour but de les faire connaître aux industriels et aux artisans. Le dépaysement suggéré par la mise en scène des produits n’était que second dans l’objectif que poursuivait ce genre de musée.
Dans cette exposition coloniale, on a voulu montrer une « Afrique culturalisée » où une perfectibilité des indigènes était suggérée avec une appropriation par la modernité occidentale des formes puisées chez les « primitifs » et des forces « naturelles » inscrites dans leur production. Cette appropriation s’apparentait à l’art nouveau dont la mission principale était de montrer la victoire de la culture sur la nature et la victoire de la civilisation sur la barbarie.
Cette exposition internationale fut également un moyen de favoriser l’embauche de Belges pour le développement économique et administratif de l’État indépendant du Congo qu’était une possession du roi des Belges et de cet État avec la probation du Parlement belge, Leopold II[pas clair]. En effet, il vit en cette exposition de 1897 l’occasion de démontrer le bienfait de l’union commerciale belgo-congolaise et ses richesses.
Le roi des Belges décida donc d’utiliser une des propriétés de l’État qui lui avait été concédé, le domaine de Tervueren composé de jardins et de pavillons. Il entreprit des travaux en rasant le pavillon du prince d’Orange pour y mettre au même emplacement le Palais des colonies, entrepris par les plans de l’architecte Ernest Acker et conçu par l'architecte Albert Philippe Adolphe. Dans le hall principal, Georges Hobé avait conçu une structure en bois de style Art nouveau évoquant la forêt. Hobé a utilisé le bilinga, un arbre africain. L'exposition présentait des objets ethnographiques, des animaux empaillés et dans le « Hall des grandes cultures », des produits provenant du Congo, comme le café, le cacao et le tabac. Dans le parc se trouvait une reconstitution de villages congolais fut construit[pas clair], où soixante Africains ont vécu pendant la période de la foire dans un zoo humain. Sept Congolais n'ont pas survécu à leur séjour forcé dans cette exposition coloniale.
Leopold II atteint son objectif en améliorant l’opinion publique sur l’État indépendant du Congo. Il décida donc d’ouvrir à la fin de l’exposition, une exposition permanente qui donna lieu au Musée royal de l’Afrique centrale toujours établi dans le domaine de Tervueren.

### Art Nouveau
De nombreux artistes et architectes du courant architectural Art nouveau ont activement participé à l'exposition, comme Henry van de Velde, Paul Hankar, Gédéon Bordiau et Gustave Serrurier-Bovy, Henri Van Dievoet, Gabriel Van Dievoet.
Le bois et l’ivoire font partie des matériaux du Congo les plus utilisés et valorisés. Les artistes belges en ont tiré parti de manière originale, revitalisant la sculpture chryséléphantine et pliant les bois congolais selon les lignes organiques de l’Art nouveau. De même, tout un mobilier fut demandé à une série d’artistes qui mélangèrent des motifs congolais aux arabesques de l’Art nouveau. Parmi ces artistes belges qui ont travaillé le bois, on peut citer quatre architectes décorateurs, Paul Hankar (1859-1901), Gustave Serrurier-Bovy (1858-1910), Henry Van de Velde (1863-1957) et Georges Hobé (1854-1936).
Certaines réalisations faites par ceux-ci ont marqué l’attention dans les salles de la section coloniale de l’exposition notamment les meubles importés par Serrurier-Bovy, les boiseries dans la salle d’ethnographie faites par Hankar ou encore une charpente réalisée par Hobé en bois « n’gulu maza » en acajou jaune, que les indigènes utilisent pour les pirogues, provenant du Mayombé, région du Congo.
Henri Privat-Livemont a dessiné l'affiche de l'exposition.
À la suite de conflits, le petit pavillon néo-classique appelé Temple des Passions humaines que Victor Horta a conçu pour abriter le haut-relief Les Passions humaines de Jef Lambeaux a vu son inauguration retardée en 1899.

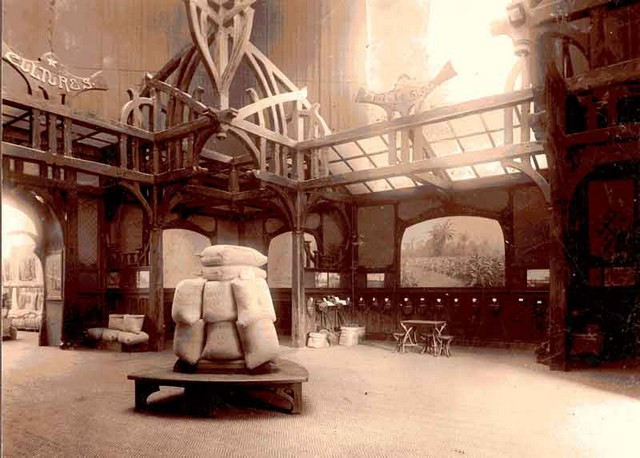
Structure en bois de Georges Hobé.
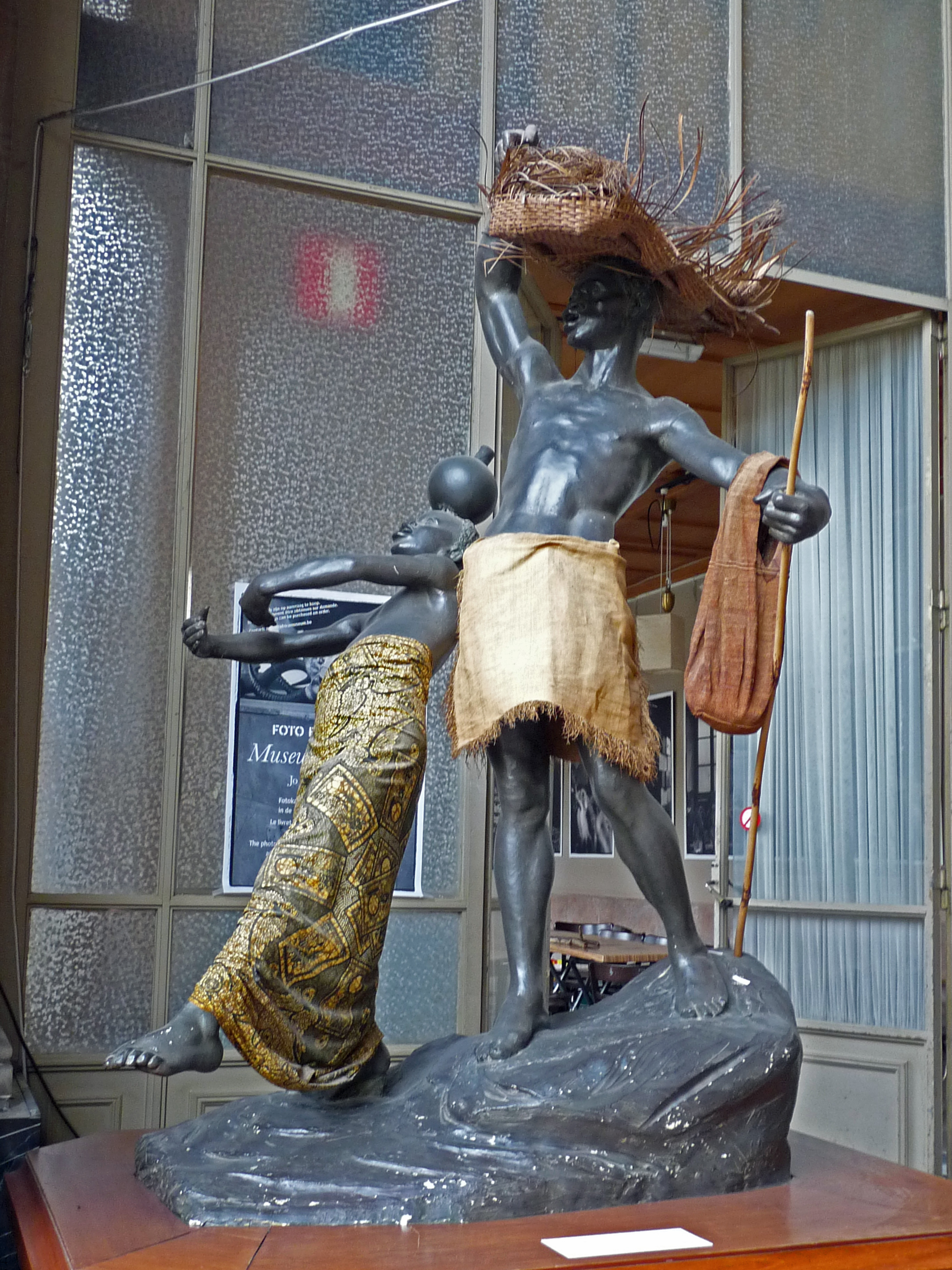
Les Porteurs par Julien Dillens.
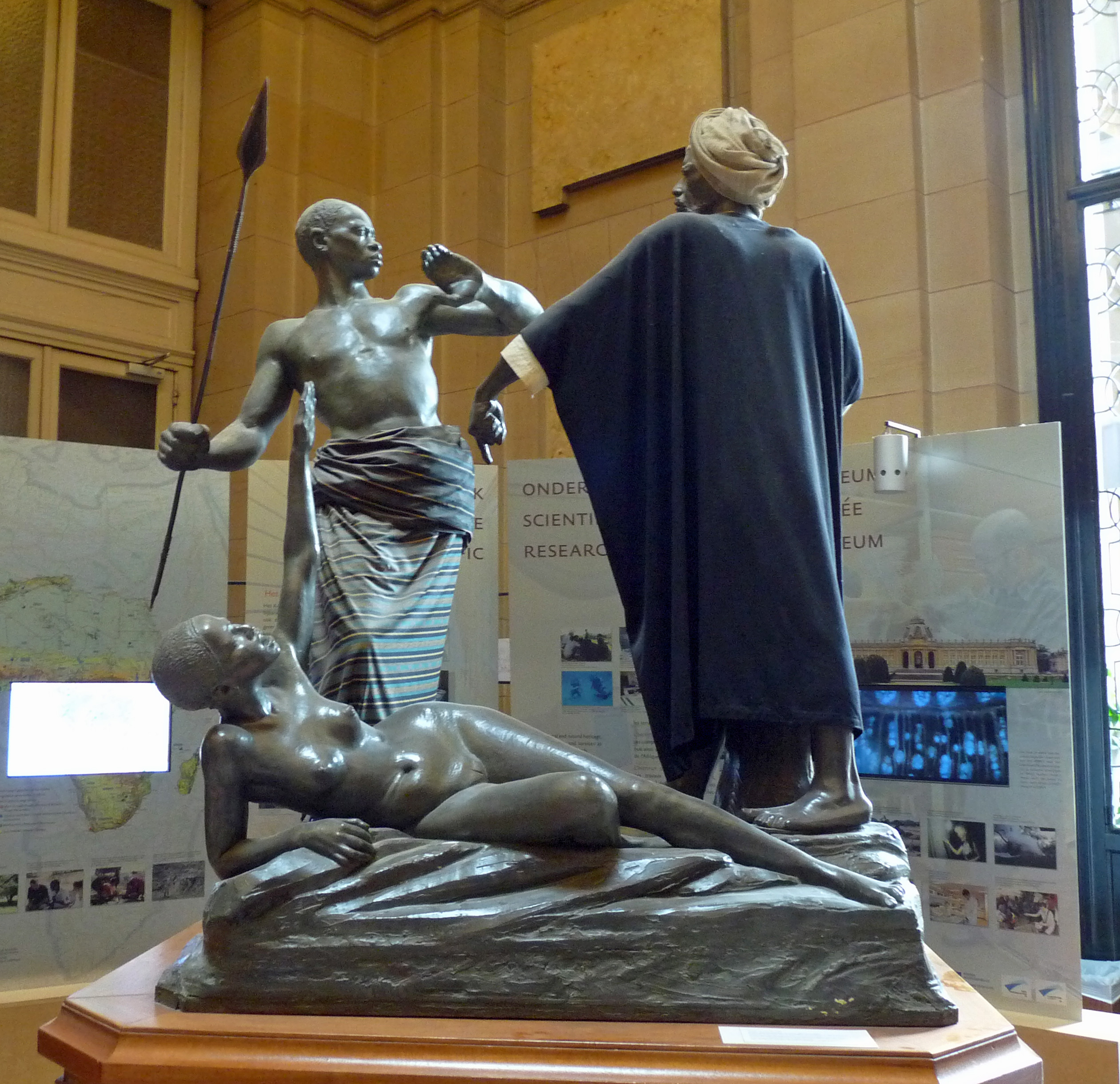
Vuakusu Batetela défendant une femme contre un Arabe par Charles Samuel.
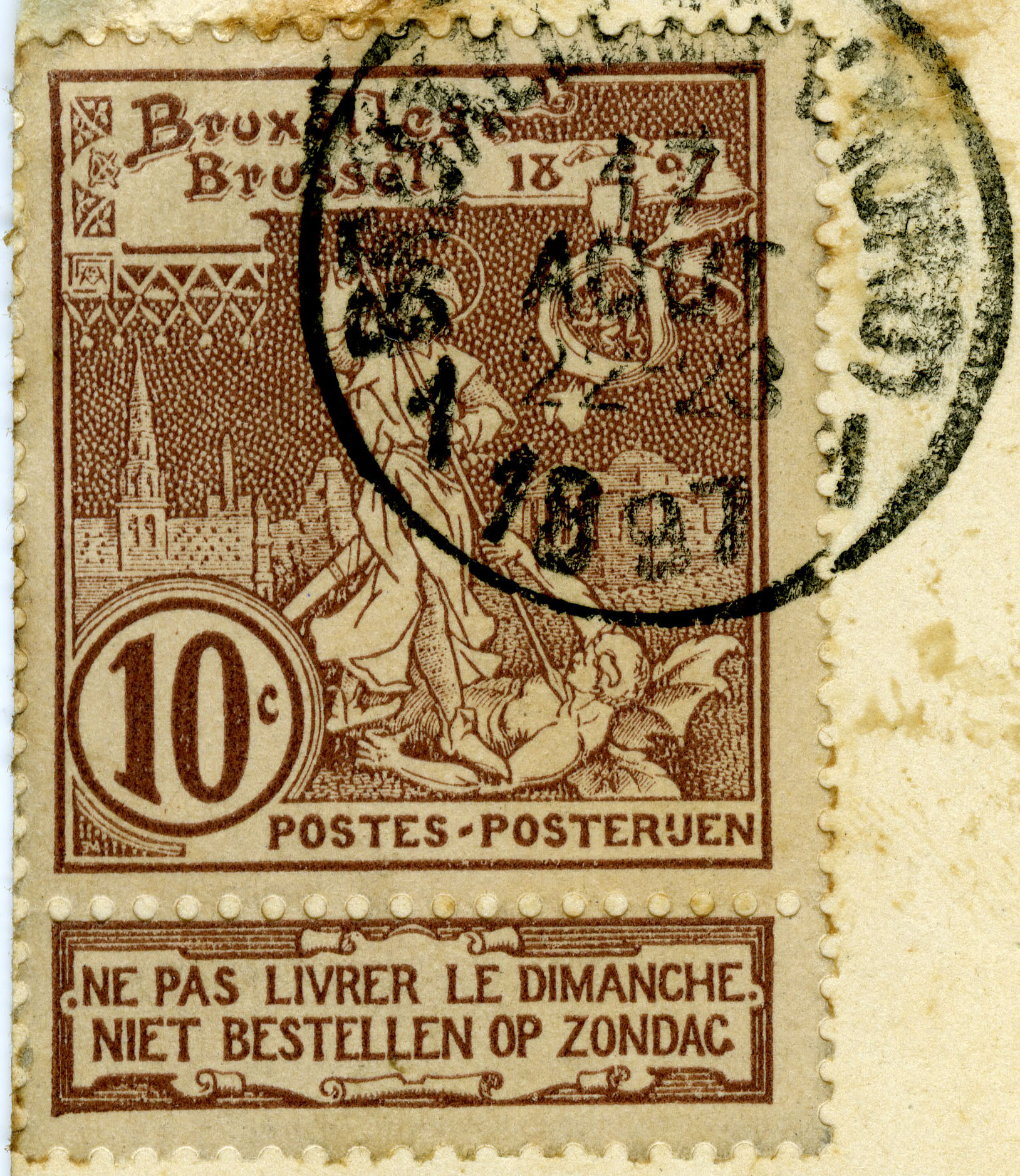
Timbre et cachet de la poste.
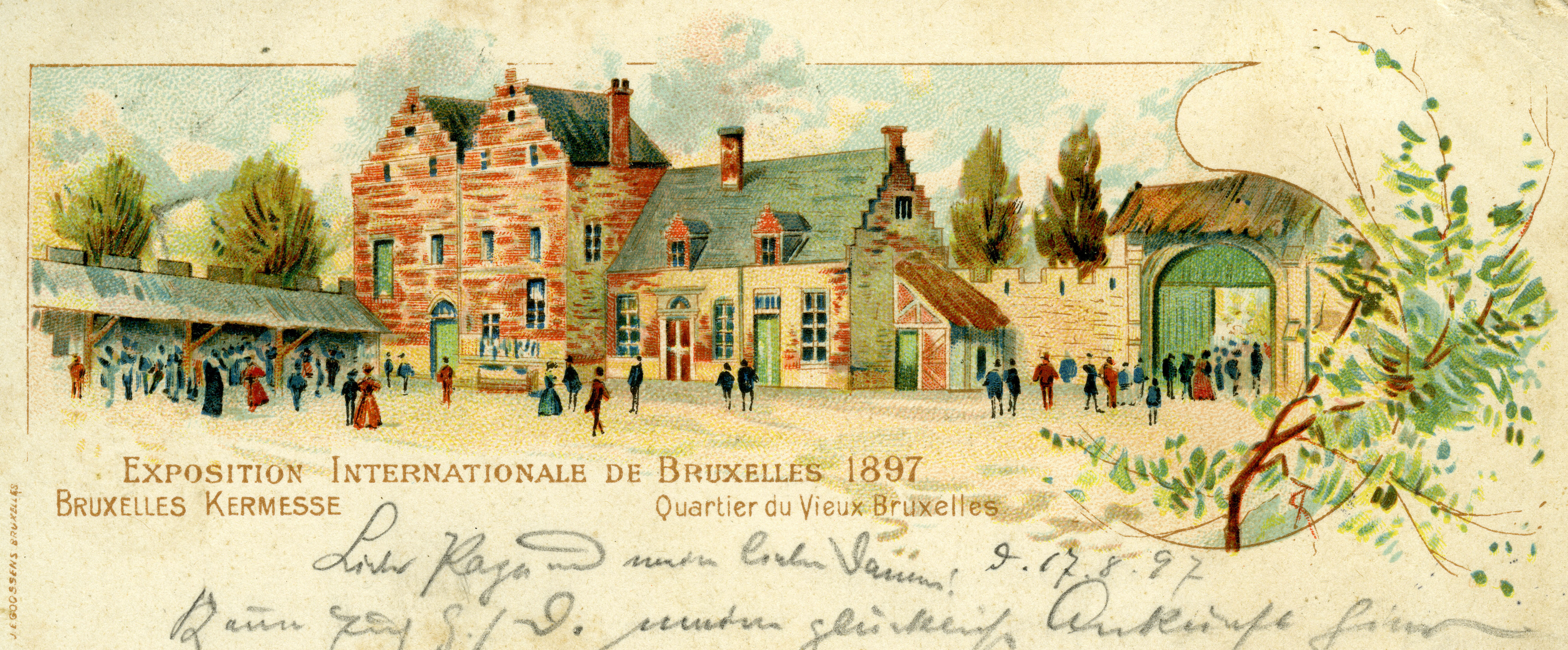
Carte postale.

### Sport
Le championnat du monde de lutte et d'athlétique est organisé pendant cette exposition. Le Français Noël Rouveyrolis, dit Noël le Gaulois, est sacré champion du monde.

### Le Vieux Bruxelles
Ce site offrait une reconstitution du Bruxelles du Moyen Âge.

### Beaux-arts
Le Salon de Bruxelles de 1897 est organisé par la Commission de la première section des beaux-arts de l'Exposition internationale de Bruxelles.